# ديجيمون وورلد
ديجيمون وورلد (بالإنجليزية: Digimon World)‏، (باليابانية: デジモンワールド، بالروماجي: Dejimon Wārudo) هي لعبة فيديو بلاي ستيشن تم تطويرها من قبل شركة بانداي بمُساعدة فلاينج تايجر وتم نشرها من قبل شركة بانداي في اليابان في 28 يناير 1999 وهي لعبة قتال الكائنات الرقميه في السلسلة الشهيرة الديجيمون وما يُعرف باللغة العربية بأبطال الديجيتال. حصلت هذه اللعبة على 23 من أصل 40 مجموع نقاط محرري مجلة فامتسو الأسبوعية اليابانية. بيعت 250,000 نسخة في المنطقة بحلول فبراير 2000.